# Скельні гірські породи

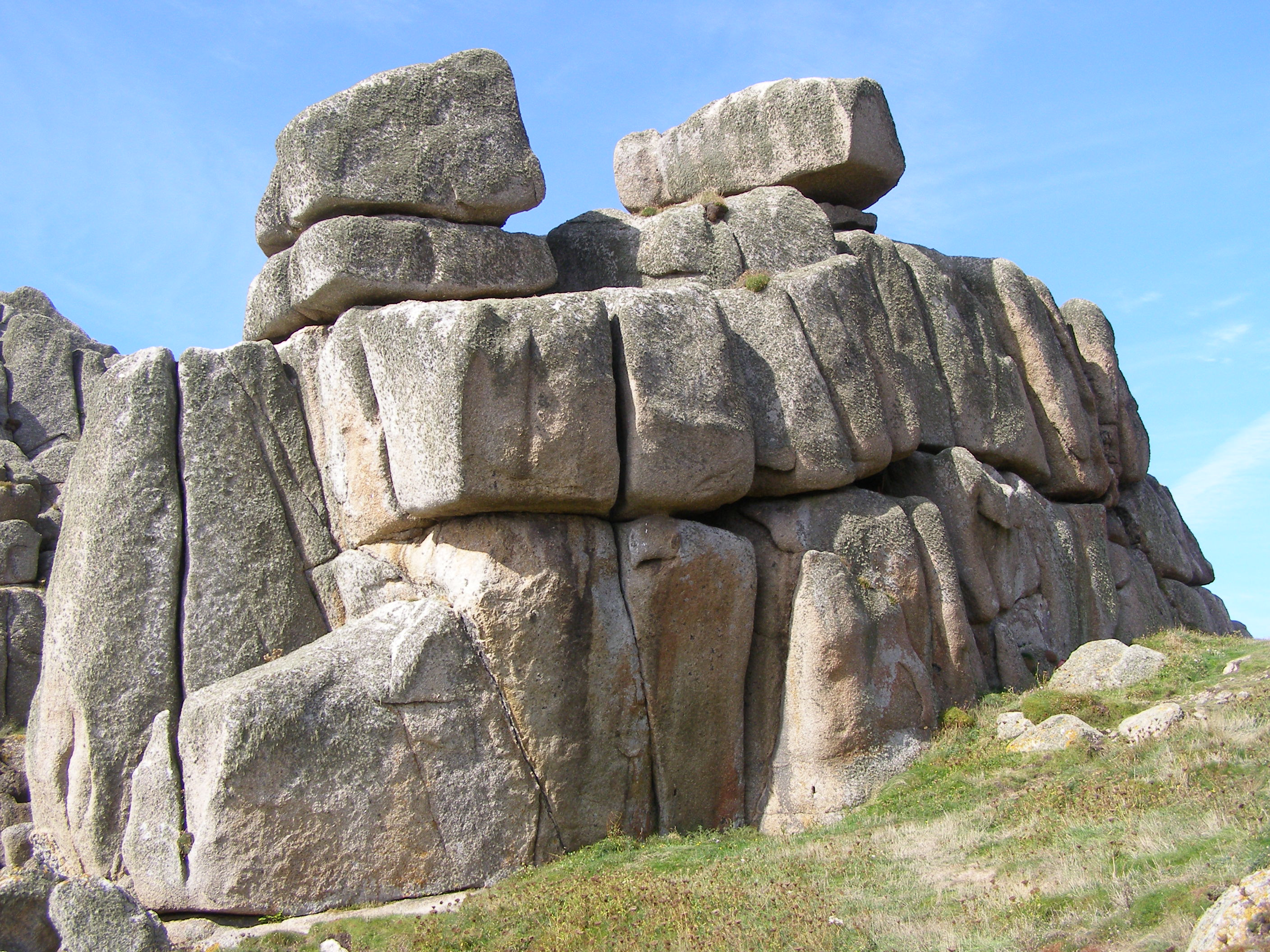
Гранітна скельна порода.

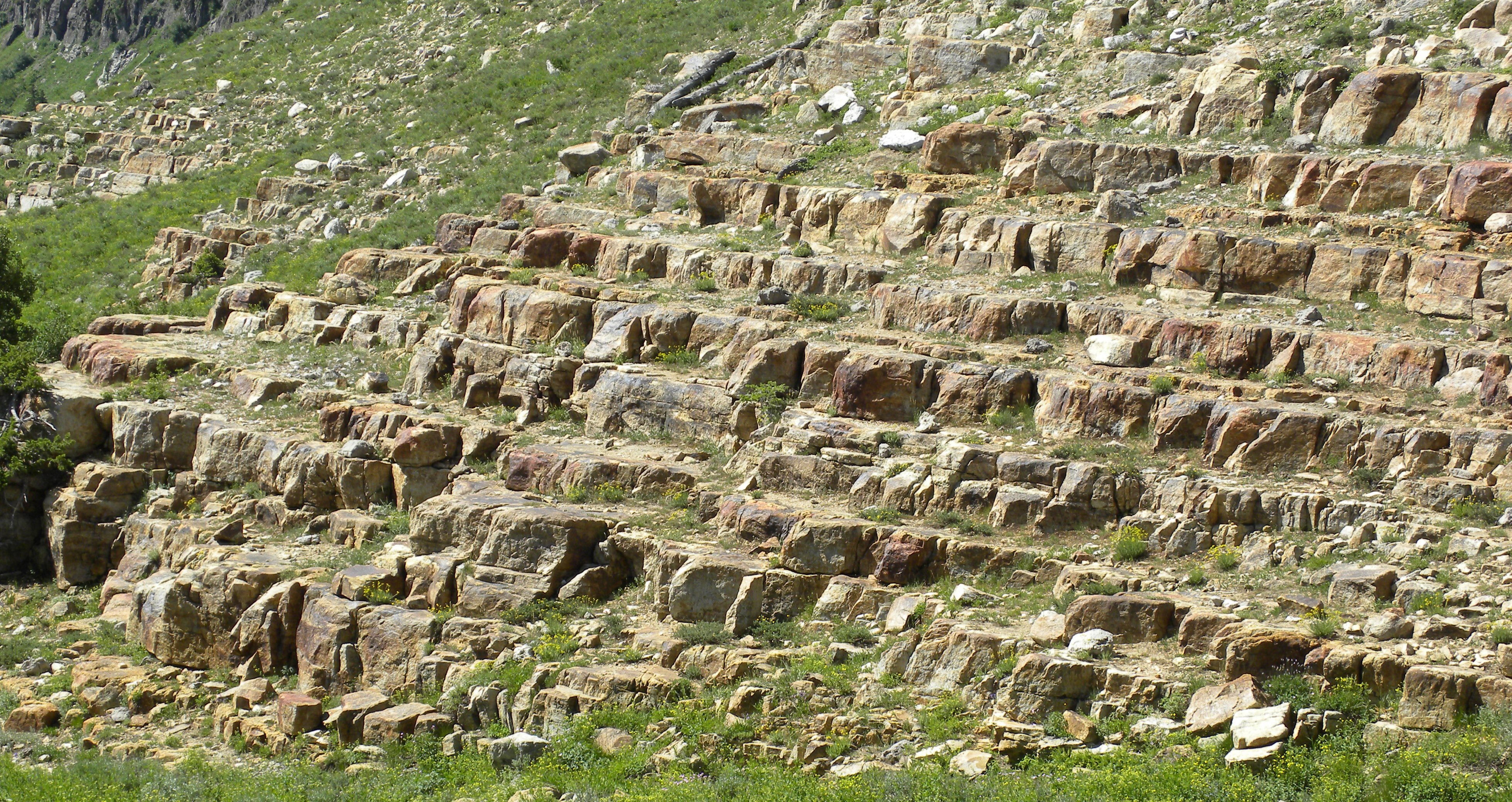
Кварцит

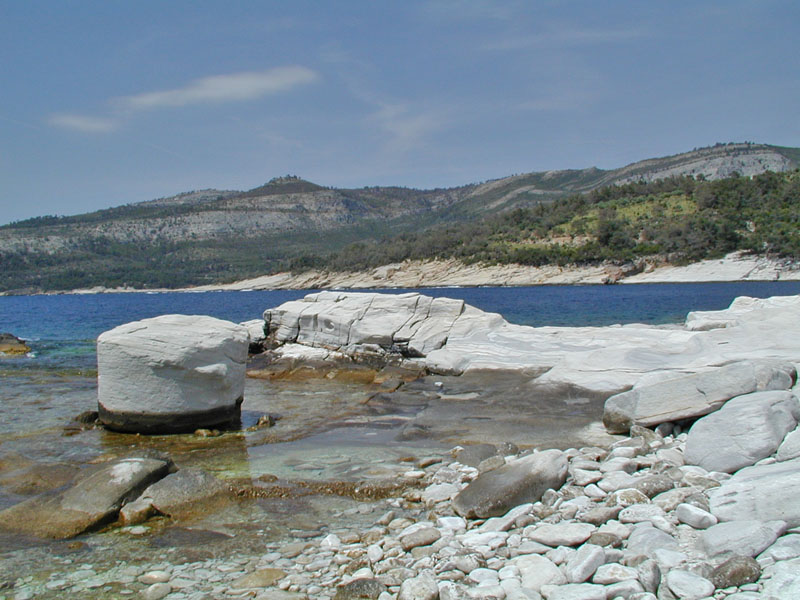
Мармур.

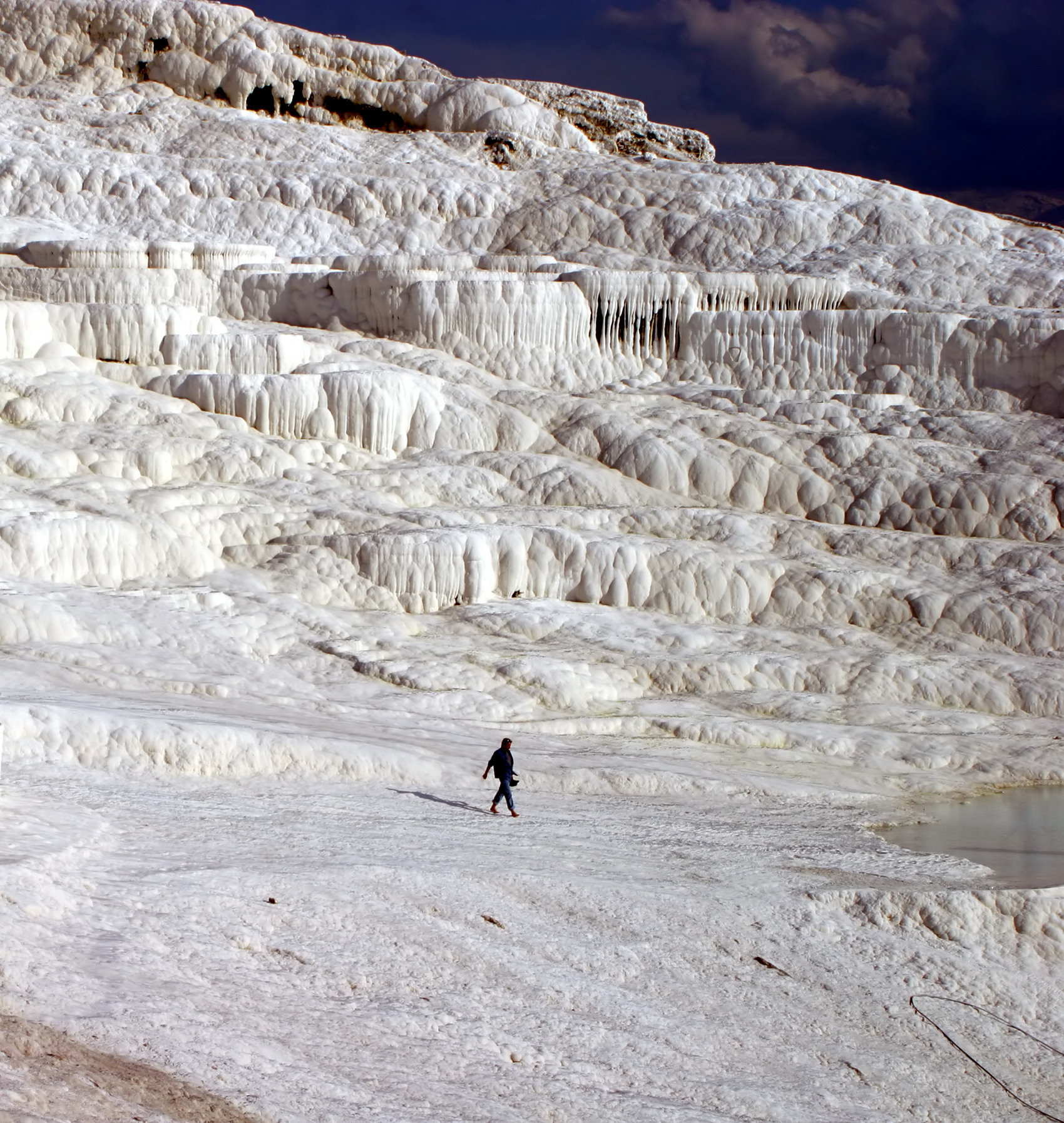
Вапняк.

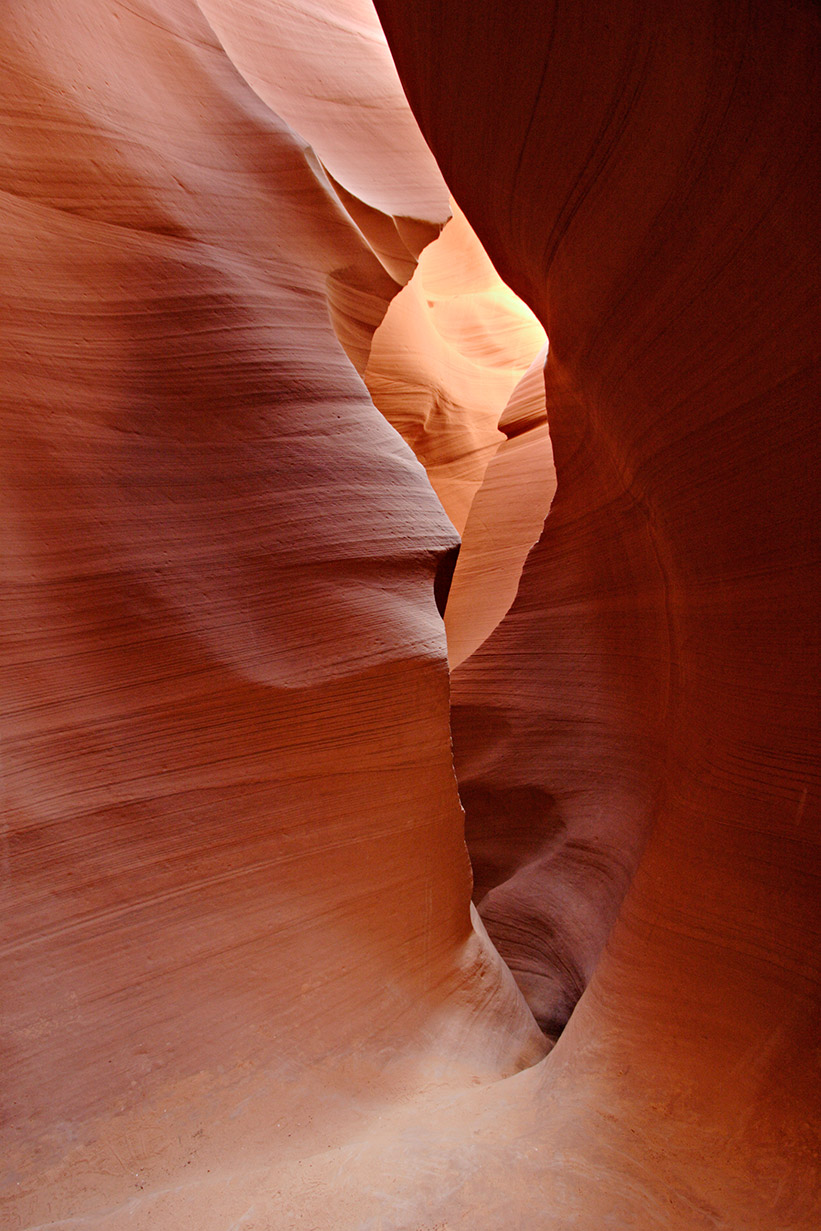
Каньйон Антилопи (США), Аризона.

Ске́льні поро́ди (рос. скальные породы, англ. rocks, нім. Felsgesteine n pl) — більша частина вивержених і метаморфічних гірських порід та деякі породи осадового походження, для яких характерні значні сили зчеплення між частинками. С. п. поширені на рудних родовищах, родовищах будівельних г. п. і рідко — на кам'яновугільних. Межа міцності при одноосному стисненні в насиченому водою стані — 50-350 МПа. До них відносять кварцити, ґраніти, мармури, міцні вапняки, пісковики, сланці та ін. Для більшості скельних, а також напівскельних порід характерна природна тріщинуватість у масиві.

## Класифікація
За тріщинуватістю (блочністю) порід у масиві їх поділяють на п'ять технологічних категорій: практично монолітні, слабкотріщинуваті, середньотріщинуваті, сильно тріщинуваті, надзвичайно тріщинуваті.
- Практично монолітні (винятково крупноблочні) мають середній розмір окремостей бл. 100 см, максимальний — понад 150 см, видимі тріщини відсутні. До них відносять піроксеніти, перидотити, габро, кам'яну сіль.

- Слабкотріщинуваті (сильно крупноблочні) характеризуються середньою відстанню між тріщинами і розмірами окремостей 100—150 см при середньому розмірі 70 см. Такі породи мають блочну будову, видимі тріщини, іноді заповнені дрібним нецементуючим матеріалом. До них відносять рудні матеріали, деякі вапняки та ґраніти.

- Середньотріщинуваті (крупноблочні) мають середню відстань між тріщинами і середній розмір окремостей бл. 50 см. Будова блочна, тріщини добре розпізнаються, іноді заповнені дрібним матеріалом. До них відносять породи азбестових родовищ, багатьох видів вапняків, деякі роговики та ін.

- Сильно тріщинуваті (середньоблочні). Середня відстань між тріщинами 10-50 см, середній розмір окремостей бл. 30-40 см, часто мають напластування і видимі зімкнені тріщини. До них належать до 65 % руди Новокриворізького гірничо-збагачувального комбінату, алевроліти та інші широко розповсюджені породи.

- Надзвичайно тріщинуваті (малоблочні) мають середню відстань між тріщинами (звичайно зімкненими) до 10 см і середній розмір окремостей бл. 20 см, відсутні окремості більші 100 см.

Крім того виділяють шаруваті (нетріщинуваті) породи, які характеризуються напластуванням тонких порівняно однорідних шарів, сили зчеплення в них у напрямку напластування значно менші сил зчеплення у поперечному напрямку. Скельні і напівскельні породи можуть знаходитися у порушеному стані, в суміші різноманітних порід і промерзлому стані. Порушені породи залягають у зонах тектонічних порушень і можуть бути результатом відриву частини масиву під впливом природних сил (обвалення, зсування, зрушення), або в результаті струсної дії вибухів. Властивості таких порід можуть суттєво змінюватися.
Скельні породи, які зазнали механічного руйнування чи дроблення, називають зруйнованими і роздробленими. Розрізняють такі їх види:
- 1. Зв'язнорозірвані — породи, у яких окремості масиву не розриваються повністю, збільшується природна тріщинуватість, зберігається зчеплення між окремостями; збільшення об'єму породи від вибуху становить 3-10 %.
- 2. Груборозірвані — породи з повітряними проміжками великих розмірів між блоками, з втраченими силами зчеплення між ними, але зі збереженням затиснення блоків і уламків у висадженій масі та сил зчеплення по незруйнованих природних тріщинах у грудках. Збільшення об'єму породи складає 20 %, діаметр найбільших грудок — 150 см.
- 3. Дрібнорозірвані — породи, у яких багато повітряних проміжків між грудками зі збереженням затиснення окремих шматків, схильністю до осипання і утворення чітко виражених укосів. Збільшення об'єму цих порід при висадженні становить 40-65 %, діаметр найбільших грудок 60-70 см, сер. діаметр — 30-50 см.
- 4. Роздроблені — породи, до яких відносять всі види висаджених порід, а також роздроблені іншими способами породи при розмірі грудок не більше 20 см. Ці породи сипкі.
- 5. Дрібнороздроблені (щебеневого типу) — породи з розмірами частинок не більше 10 см. Їх одержують шляхом дроблення корисних копалин і розсіву за крупністю. Після дроблення первинний об'єм збільшується на 60-85 %. Для цих порід чинними є закономірності сипких середовищ.
- 6. Щебенево-ґравійна маса, призначена для бетону, здатна ущільнюватися зі зменшенням об'єму на 5-10 %, сипке середовище, має крупність: 70-40 мм, 40-20 мм, 20-10 мм та 10-5 мм.
- 7. Злежані пухкі породи — складаються з окремих грудок і перемелених зерен роздрібнених і дрібнозернистих скельних та напівскельних порід, ущільнених з часом і під впливом навантажень.